# Onobops crassus
Onobops crassus là một loài ốc nước ngọt rất nhỏ, động vật thân mềm chân bụng có mài trong họ Hydrobiidae.

## Miêu tả
Độ dài vỏ lớn nhất ghi nhận được là 2.7 mm.

## Môi trường sống
Độ sâu nhỏ nhất ghi nhận được là 0 m. Độ sâu lớn nhất ghi nhận được là 0 m.